# Chirurdzy (seria 9)
Dziewiąty sezon serialu medycznego Grey's Anatomy: Chirurdzy. Premiera w Stanach Zjednoczonych odbyła się 27 września 2012 na kanale ABC. Sezon wyprodukowany przez ABC Studios we współpracy z Shondaland oraz The Mark Gordon Company.

## Obsada

### Drugoplanowa i gościnna
- Loretta Devine jako Adele Webber
- Debbie Allen jako dr Catherine Avery
- Jason George jako Benjamin Warren
- Justin Bruening jako Matthew Taylor, ratownik medyczny
- Camilla Luddington jako dr Jo Wilson
- Gaius Charles jako dr Shane Ross
- Tina Majorino jako dr Heather Brooks
- Jerrika Hinton jako dr Stephanie Edwards
- Tessa Ferrer jako dr Leah Murphy
- Hilarie Burton as dr Lauren Boswell
- Charles Michael Davis jako dr Jason Myers
- Constance Zimmer jako dr Alana Cahill
- William Daniels jako dr Craig Thomas
- Neve Campbell jako Liz Shepherd
- Sarah Chalke jako Casey Hedges
- Steven Culp jako dr Darren Parker
- Eddie Jemison jako Stan Grossberg
- Nicole Cummins as Nicole, ratowniczka medyczna
- Meeghan Holaway jako pełnomocnik lekarzy  adwokat

## Lista odcinków
| Nr | #  | Tytuł                               | Polski tytuł                             | Reżyseria       | Scenariusz       | Premiera (ABC)       | Premiera w Polsce (Fox Life) |
| --- | -- | ----------------------------------- | ---------------------------------------- | --------------- | ---------------- | -------------------- | ---------------------------- |
| 173 | 1  | Going, Going, Gone                  | Po raz pierwszy, po raz drugi… sprzedany | Rob Corn        | Stacy McKee      | 27 września 2012     | 3 stycznia 2013              |
| Lekarze z Seattle Grace mają do czynienia z następstwami katastrofy samolotu z ubiegłego sezonu. Jak starają się pójść naprzód w swoim życiu, muszą nauczyć się dostosować do zmian, poradzeniem sobie ze swoją stratą i pójść naprzód w swoich związkach i karierach. Mijają dwa miesiące od katastrofy, lekarze zdają się być pogodzeni ze swoim losem, mimo że Meredith bezpowrotnie straciła siostrę, a Derek nie ma do końca sprawności w ręce, ale ciągle jest szansa, że wróci do pełni sprawności zawodowej. Cristina rozpoczyna pracę w szpitalu w Minnesocie. Arizona wini Callie o to, że przez jej decyzję amputowano jej nogę. W całości natomiast odcinek jest poświęcony Markowi Sloanowi, który w nim umiera, ponieważ na skutek obrażeń wewnętrznych po katastrofie zapadł w śpiączkę, a po 30 dniach tak jak było zwarte w jego ostatniej woli, zostaje odłączony od respiratora. Przy jego łóżku do końca czuwają Callie i Derek. |    |                                     |                                          |                 |                  |                      |                              |
| 174 | 2  | Remember the Time                   | Pamiętaj te czasy                        | Tony Phelan     | William Harper   | 4 października 2012  | 9 stycznia 2013              |
| W partiach retrospektywnych powracamy do miejsca katastrofy samolotowej, w której lekarze starają się zwalczyć rany sercowe (emocjonalne) oraz naprawić uszkodzenia ciała. W międzyczasie przenosimy się do Seattle Grace, gdzie każdy próbuje się odnaleźć pośród całego zamieszania i chaosu. Cały odcinek ma akcję kilka tygodni po katastrofie, pokazany zostaje przewóz lekarzy do szpitala w Seattle. Christina i Meredith zostały uśpione na czas podróży lotniczej. Ukazane jest również to, co działo się jeszcze przed odcinkiem 'Going,going,gone'. Callie cały czas jest przy Arzonie. Obiecuje jej, że uratuje jej nogę, złamaną w czasie katastrofy. Jednak sytuacja dr Robbins jest bardzo poważna. Duże prawdopodobieństwo zakażenia, zagrażającego jej życiu, zwiększa ryzyko śmierci Arizony. Ta jednak nie chce stracić nogi. Dlatego wymusza na Callie, obietnicę, że ta zrobi wszystko, aby jej żona nie została kaleką. W międzyczasie Callie wpada na pomysł jak przywrócić sprawność dłoni Dereka, niestety podczas operacji musi podjąć decyzję o amputacji nogi Arizony, ponieważ wdało się zakażenie bezpośrednio zagrażające życiu Robbins. Callie, przy stole chirurgicznym, operując Dereka, decyduje się na odcięcie nogi żony. Zabiegu dokonuje Alex. Sloanowi, jednemu z najbardziej poszkodowanych, chwilowo się polepsza, niestety są to ostatnie chwile jego życia przed zapadnięciem w śpiączkę. Mark jest tego świadomy, podpisuje z Webberem ostatnią wolę i dużo rozmawia z Averym, a także wyznaje siedzącej przy jego łóżku Julii, że zawsze kochał Lexie. Cristina wyznaje Owenowi co się działo po katastrofie samolotu. Okazuje się, że ona i jej przyjaciele, na nadejście pomocy czekali niemal tydzień. W tym czasie zdążył pogorszyć się stan Sloana, nogi Arizony, ręki Dereka. Christina nie wytrzymuje psychicznie powrotu do rzeczywistości.Decyduje się na wyjazd do nowego miejsca pracy. |    |                                     |                                          |                 |                  |                      |                              |
| 175 | 3  | Love the One You're With            | Pokochaj kogoś, kto jest blisko ciebie   | Debbie Allen.   | Zoanne Clark     | 18 października 2012 | 16 stycznia 2013             |
| Ocaleni z katastrofy są proszeni o dokonanie prawie niemożliwej decyzji, która wpłynie na ich resztę życia.Derek, Meredith, Callie w imieniu Arizony i Owen w imieniu Cristiny muszą przemyśleć ofertę prawników:przyjąć olbrzymie pieniądze proponowane przez linie lotnicze, czy podjąć decyzję o kontynuowaniu śledztwa i poznać przyczynę katastrofy. Shepherd w tym celu udaje się do hangaru w którym znajdują się szczątki samolotu. Cristina jest rozczarowana, gdy po powrocie z urlopu odkrywa, że nadal pracuje z Dr Thomasem. Callie radzi Alexowi, aby przestał sypiać ze stażystkami. Jedna z nich – Jo podejrzewa, że jej nienawidzi, ponieważ dostaje najgorszą pracę do wykonania. April wraca do szpitala i informuje Jacksona, że chce zapomnieć o wszystkim co się między nimi wydarzyło. Na spotkaniu z prawnikami na odszkodowanie zgadzają się wszyscy z wyjątkiem Dereka, który przekonuje innych, że powinni zagłosować na „nie”, ponieważ tylko w ten sposób poznają przyczynę tragedii i będą mogli zapobiec podobnemu wydarzeniu w przyszłości. |    |                                     |                                          |                 |                  |                      |                              |
| 176 | 4  | I Saw Her Standing There            | Zobaczyłem ją w oddali                   | Kevin McKidd    | Austin Guzman    | 25 października 2012 | 23 stycznia 2013             |
| Lekarze z Seattle starają się normalnie żyć i pomagać swoim pacjentom. Meredith i Derek zadomawiają się w nowym domu. Meredith uświadamia sobie, że Derek może już nigdy nie operować i w związku z tym przestaje mu opowiadać o swoich operacjach. Związek Webbera i Catherine Avery rozwija się, razem zajmują się pacjentem z nietypową przypadłością natury urologicznej. Próbują ukryć prawdę przed Jacksonem, ale on uświadamia im, że zna prawdę o ich relacji. Callie i Alex muszą zmierzyć się z konsekwencjami decyzji o amputacji nogi Arizony. Arizona przymierza protezy i zdaje się iść naprzód. Jackson i April zaczynają regularnie ze sobą sypiać. Cristina zaczyna sypiać ze swoim szefem, do momentu, aż odkrywa, że Dr Parker wykorzystuje ich relację do uzyskania informacji pozwalających na wysłanie Dr Thomasa na emeryturę. |    |                                     |                                          |                 |                  |                      |                              |
| 177 | 5  | Beautiful Doom                      | Piękna nieuchronność przeznaczenia       | Stephen Cragg   | Jeannine Renshaw | 8 listopada 2012     | 30 stycznia 2013             |
| Meredith musi pogodzić pracę i opiekę nad Zolą, ponieważ Derek ma wykład w Bostonie. W drodze do pracy jest świadkiem wypadku. Pomaga kobiecie, która została przejechana przez samochód – uświadamia sobie, że pacjentka cierpi na takie same objawy jak Lexie po katastrofie. Cristina zaczyna martwić się o Dr Thomasa, gdy Dr Parker wkracza na salę operacyjną podczas ich operacji, zaczynając wszystkim wydawać polecenia i zawieszając Dr Thomasa. Meredith i Cristina całą noc rozmawiają przez telefon, próbując na odległość pomóc sobie nawzajem przeżyć trudne dni. Meredith podczas operacji odnajduje źródło krwawienia u pacjentki z wypadku i ratuje jej życie. Dopiero po wszystkim zdaje sobie sprawę jak bardzo w jej życiu brakuje Lexie. Cristina wraz z Dr Thomasem podejmuje się trudnej operacji serca. W czasie operacji Dr Thomas nagle dostaje zawału. Cristina dokańcza operację, jej pacjentka przeżywa, jednak za chwilę dowiaduje się, że Dr Thomas zmarł w wyniku zawału. Meredith w czasie opieki nad Zolą, słyszy dzwonek do drzwi. Okazuje się, że to Cristina, która podjęła decyzję o powrocie do Seattle. |    |                                     |                                          |                 |                  |                      |                              |
| 178 | 6  | Second Opinion                      | Konsultacje                              | Chandra Wilson  | Bill Harper      | 15 listopada 2012    | 6 lutego 2013                |
| Cristina wraca do pracy w SGMW. Ofiary katastrofy lotniczej spotykają się z prawnikami i rozmawiają o dalszych krokach prawnych. Między Alexem i Meredith dochodzi do sprzeczki o sprzedaż jej domu. Jo opiekuje się pacjentem „Świętym Mikołajem”, który ciągle na nią wymiotuje. Derek i Callie kłócą się o dalszy przebieg leczenia ręki Dereka i pośrednio o jego dalszą karierę neurochirurgiczną. Tymczasem Dr Bailey próbuje zaangażować Arizonę do pracy przy przypadku pediatrycznym. Relacja April i Jacksona się rozwija. Jackson oświadcza jej, że coś do niej czuje. Cristina po spotkaniu ordynatora kardiochirurgii, decyduje się, aby pozostać głównym asystentem dla dwójki stażystów. Arizona ostatecznie przybywa do szpitala, aby pomóc Bailey. Ofiary katastrofy dowiadują się, że ich sprawa rozgrywa się przeciwko szpitalowi i Owenowi jako szefowi chirurgii. |    |                                     |                                          |                 |                  |                      |                              |
| 179 | 7  | I Was Made for Lovin' You           | Stworzeni by kochać                      | Laura Innes     | Peter Nowalk     | 29 listopada 2012    | 13 lutego 2013               |
| Wszyscy lekarze starają się nie przytłaczać Arizony po powrocie do pracy. Owen idzie na spotkanie odnośnie do pozwu przeciwko szpitalowi. Dowiaduje się, że to on jest odpowiedzialny za zmianę firmy czarterującej samoloty na firmę o wyższym odsetku wypadków i tańszą. Bailey ma rozterki odnośnie do ślubu w święta Bożego Narodzenia podczas operacji pacjenta wymagającego przeszczepu wątroby przeprowadzanej z Cristiną. April podejrzewa, że jest w ciąży. Jeżeli się to potwierdzi chcą wziąć ślub z Jacksonem. Jo i Meredith mają pacjenta, który nie panuje nad swoimi odruchami – odkrywają, że ma nowotwór. April, Alex i Arizona pracują przy przypadku dziecka zadeptanego przez konia. Po tym jak April dowiaduje się, że nie jest w ciąży, informuje Jacksona, że nie zamierza wyjść za niego za mąż. Jackson decyduje zerwać związek z April. Cristina czuje, że się zmieniła i oczekuje powrotu Owena. Tymczasem on musi prosić ją o rozwód. Na zakończenie odcinka Callie odnajduje Arizonę bawiącą się z Sofią w ich mieszkaniu. Derek po przyjściu do domu dowiaduje się, że Meredith jest w ciąży od trzech tygodni. |    |                                     |                                          |                 |                  |                      |                              |
| 180 | 8  | Love Turns You Upside Down          | Miłość wszystko zmienia                  | Mark Jackson    | Stacy McKee      | 6 grudnia 2012       | 20 lutego 2013               |
| Stażyści pierwszego roku szpitala SGMW odbywają swój pierwszy 24-godzinny dyżur. Meredith zleca swojej stażystce Heather zatelefonowanie do sióstr Dereka po tym, jak na izbie przyjęć pojawia się „Wielka Stopa”. Ma się dowiedzieć, która z sióstr zgodzi się oddać mu nerw. Alex i Jo opiekują się wcześniakiem, którego opuszcza piętnastoletnia matka. Cristina i dwie stażystki opiekują się dwojgiem dzieci oczekującym na przeszczep serca. Ross pracuje z April przy wycinaniu czyraków, dostaje od niej ważną lekcję na temat rozmowy z pacjentem. Heather odbierając połączenia kierowane do Meredith dowiaduje się, że Dr Grey oczekuje dziecka. Tymczasem Callie wraz z Jacksonem przeprowadzają „casting” na stażystę, który pomoże przy zabiegu przeszczepu nerwu u Dereka. Wygrywa go Dr Ross dzięki lekcji, którą otrzymał od April. Jo wyznaje Alexowi, że jej matka zostawiła ją w remizie strażackiej dwa tygodnie po narodzinach po tym, jak on nazywa ją cały dzień „księżniczką”. Stażystki Cristiny otrzymują reprymendę po tym jak o mało nie zabiły pacjentki. Siostra Dereka Lizzie przyjeżdża do Seattle i oświadcza, że odda nerw do przeszczepu. |    |                                     |                                          |                 |                  |                      |                              |
| 181 | 9  | Run, Baby, Run                      | Uciekaj!                                 | Rob Corn        | Debora Cahn      | 13 grudnia 2012      | 27 lutego 2013               |
| Zaledwie kilka dni przed ślubem Dr Bailey oddaje swoich pacjentów pod opiekę April. Poza tym prosi Meredith, Callie i Arizonę, aby były jej druhnami. Meredith nadal namawia Dereka na zabieg przeszczepu nerwu. Jo i Alex pracują przy chłopcu wymagającym operacji. Alex pozwala na czynny udział Jo w operacji, Jo uszkadza żołądek dziecka. Stażystka sądzi, że Alex celowo skazał ją na niepowodzenie – idzie poskarżyć się Arizonie. Meredith wraz z Derekiem idą na pierwsze USG swojego dziecka. Cristina odkrywa, że powodem jej rozwodu jest pozew po katastrofie lotniczej. Jackson i April decydują się iść na ślub z osobami towarzyszącymi, Shane’em i Stephanie. Arizona uświadamia Alexowi, że powinien uczyć, a nie rzucać stażystów na głęboką wodę. Stephanie miała znaleźć osobę towarzyszącą na ślub dla Alexa – okazuje się, że to Jo. Miranda zaczyna mieć wątpliwości odnośnie do wyjścia za mąż w dniu ślubu. Callie wraz z Jacksonem przeprowadzają przeszczep nerwu. Meredith informuje Lizzie, że jest w ciąży. Po kłótni, Owen i Cristina decydują się na kolejną szansę dla ich związku, przypieczętowując to namiętnym pocałunkiem. Richard podjeżdża limuzyną pod dom Bailey i zabiera ją na ceremonię. W drodze odbiera telefon. Dowiaduje się, że Adele z masywnym krwotokiem znajduje się na szpitalnej izbie przyjęć. Obydwoje decydują się na natychmiastową pomoc jego żonie. Tymczasem goście weselni zastanawiają się czy Bailey to „uciekająca panna młoda”. |    |                                     |                                          |                 |                  |                      |                              |
| 182 | 10 | Things We Said Today                | Coś dzisiaj zostało powiedziane          | Cherie Nowlan   | Joan Rater       | 10 stycznia 2013     | 6 marca 2013                 |
| Miranda przekłada swój ślub i kontynuuje swoje wysiłki w celu ratowania życia Adele. Cristina i Owen nie wiedzą co zrobić w sprawie rozwodu, a Arizona i Callie próbują odzyskać iskrę w swoim związku. Tymczasem szpital zostaje zasypany rowerzystami, którzy ulegli okropnemu wypadkowi. |    |                                     |                                          |                 |                  |                      |                              |
| 183 | 11 | The End is the Beginning is the End | Koniec końców                            | Cherie Nowlan   | Joan Rater       | 17 stycznia 2013     | 13 marca 2013                |
| Meredith, Derek, Cristina i Arizona otrzymują wielkie wiadomości odnośnie do pozwu w sprawie katastrofy samolotu, Richard unika romantyczny zalotów Catherine, Jackson bierze jednego ze starych pacjentów Marka Sloana. Tymczasem Derek zaczyna odzyskiwać władzę w ręce. |    |                                     |                                          |                 |                  |                      |                              |
| 184 | 12 | Walking on a Dream                  | Żyjąc marzeniami                         | Rob Hardy       | Tia Napolitano   | 24 stycznia 2013     | 20 marca 2013                |
| Lekarze ze Seattle Grace są spięci gdy nowy medyczny profesjonalista wchodzi do szpitala, Arizona walczy z emocjonalnym i fizycznym bólem fantomowej kończyny, podczas gdy walcząca z hormonami ciąży, zbyt-uczuciowa Meredith musi skonfrontować się ze swoim największym strachem – lataniem samolotem, by uratować życie pacjenta. |    |                                     |                                          |                 |                  |                      |                              |
| 185 | 13 | Bad Blood                           | Zła krew                                 | Steve Robin     | Jeannine Renshaw | 31 stycznia 2013     | 27 marca 2013                |
| Kiedy Derek i April próbują znaleźć rozwiązanie dla szpitala, Cristina boryka się z uszanowaniem życzeń ze strony rodziny, której syn umiera. Tymczasem Arizona wczuwa się w przypadek nastolatki, która zmaga się z problemami podobnymi do jej własnych. |    |                                     |                                          |                 |                  |                      |                              |
| 186 | 14 | The Face of Change                  | Oblicze zmian                            | Rob J. Greenlea | Stacy McKee      | 7 lutego 2013        | 3 kwietnia 2013              |
| Rywalizacja rozpala się jak kilku lekarzy będzie walczyć, aby stać się nową twarzą Seattle Grace. April pracuje przy nagłym przypadku, a Jackson i Alex zajmują się parą transseksualnych nastolatków. Tymczasem szpital wdraża nowe polityki, które testują cierpliwość pracowników. |    |                                     |                                          |                 |                  |                      |                              |
| 187 | 15 | Hard Bargain                        | Twarde warunki                           | Tony Phelan.    | Phil Harper      | 14 lutego 2013       | 10 kwietnia 2013             |
| Zbliża się dzień, w którym Owen ma sprzedać szpital Pegasusowi. Derek, Meredith, Callie, Arizona i Cristina starają się wymyślić plan, aby nie doszło do transakcji. W końcu cała piątka składa rezygnacje w momencie, w którym odbywa się rozmowa o sprzedaż szpitala. Owen jest załamany. Alex i Jo zajmują się chorym dzieckiem. Bailey chce odejść z SGMW Hospital po tym jak Owen odrzuca jej pomysł na leczenie chorego dziecka i mówi o tym Arizonie. |    |                                     |                                          |                 |                  |                      |                              |
| 188 | 16 | This Is Why We Fight                | Dlatego walczymy                         | Jeanott Szwarc. | Austin Guzman    | 21 lutego 2013       | 17 kwietnia 2013             |
| Chirurdzy cały czas próbują kupić szpital. Niestety do transakcji nie dochodzi gdyż inwestor nie decyduje się na wyłożenie 175 mln dolarów. Pegasus chce go kupić ale tylko po to żeby ogłosić upadłość a potem wyprzedać sprzęt i zwolnić ludzi. Cały personel szpitala jest przerażony wizją utraty pracy. W ostatniej chwili do gry wchodzi matka Jacksona Avery która decyduje się zainwestować pieniądze pochodzące z fundacji Avery ale pod jednym warunkiem: Jackson zostanie przedstawicielem zarządu. |    |                                     |                                          |                 |                  |                      |                              |
| 189 | 17 | Transplant Wasteland                | Komu przeszczep?                         | Chandra Wilson  | Zoanne Clack     | 14 marca 2013        | 24 kwietnia 2013             |
| Niezgoda i chaos stworzona przez nowe kierownictwo wywołuje u jednego z lekarzy wątpliwości na temat jego przyszłości w Seattle Grace. Pacjentem April jest lekarz, który wie, że umrze i postanawia zakończyć swoje życie i oddać narządy do przeszczepu. Lekarka nie rozumie jednak dlaczego odmawia on dalszego leczenia. Richard i Catherine sprzeczają się o prowadzenie szpitala przez Jacksona. Tymczasem Owen rezygnuje z funkcji szefa w wyniku pogłosek, że zarząd i Jackson chcą go zwolnić. Alex gniewa się na Jo, gdy ona zaczyna umawiać się randki z nowym lekarzem. Meredith i reszta lekarzy odkrywają, że nowe przepisy, wprowadzone przez Pegasusa nie są tymi używanymi do tej pory. Po podsłuchaniu kłótni Richarda i Catherine, Jackson odnajduje motywację do prowadzenia szpitala. Podczas spotkania z resztą nowych współwłaścicieli, Jackson wyraża przekonanie, że szpital powinien odzwierciedlać powód ich wspólnej ciężkiej walki, i proponuje zmianę nazwy szpitala na – Grey-Sloan Memorial Hospital. |    |                                     |                                          |                 |                  |                      |                              |
| 190 | 18 | Idle Hands                          | Bezczynność                              | David Greenspan | Gabriel Llanas   | 21 marca 2013        | 1 maja 2013                  |
| W szpitalu pod wodzą nowego zarządu zaczynają pojawiać się pozytywne zmiany, jednak lekarze zdają sobie sprawę, że posiadanie szpitala wiąże się z wieloma problemami i obowiązkami. Tymczasem Meredith martwi się o dobro swojego nienarodzonego dziecka, Arizona i Callie starają się odzyskać iskrę w swoim związku, a Alex zaczyna konkurować z chłopakiem Jo. Pierwszy dzień pracy izby przyjęć od kiedy została ona zamknięta – wszyscy są zainteresowani nowym aparatem rentgenowskim, który jest w stanie przeskanować całe ciało w czasie zaledwie trzynastu sekund. Cristina jest zszokowana, że każdy zgłasza się do niej jako członka zarządu z nowymi pomysłami, nawet ordynator kardiochirurgii. Dr Bailey próbuje przekonać wszystkich, że jej nowy eksperyment badawczy może pomóc szpitalowi. Cristina przepycha projekt dr Bailey na spotkaniu zarządu, tym samym nie ma pieniędzy na projekt przedstawiony przez ordynatora kardiochirurgii. Meredith i Derek dowiadują się, że ich nienarodzone dziecko to chłopczyk. |    |                                     |                                          |                 |                  |                      |                              |
| 191 | 19 | Can't Fight This Feeling            | Nie walcz z uczuciem                     | Mark Jackson    | Meg Marinis      | 28 marca 2013        | 8 maja 2013                  |
| Cysterny eksplodujące na ulicach Seattle powodują wiele obrażeń, w tym ratownika medycznego – Matthew. Owen opiekuje się chłopcem, którego rodzice ucierpieli w wypadku. Meredith i Jo pomagają zdesperowanej matce, której dziecko cierpi na tajemniczą chorobę. Tymczasem Alex zostaje zmuszony do pracy z chłopakiem Jo nad chorobą pacjenta. Arrizona próbuje pomóc Callie przy przemówieniu na konferencję TED. Po odesłaniu chłopca cierpiącego na tajemniczą chorobę do domu, Meredith odkrywa, że właśnie w tym momencie mogą zdiagnozować chorobę Kawasaki i przeciwdziałać jej skutkom. Kiedy Meredith odkrywa, że nie będzie w stanie walczyć o zdrowie Zoli, tak jak powinna zrobić to matka, ponieważ nie zna jej historii, idzie do dr Bailey i prosi ją o wykonanie mapowania genetycznego Zoli. Ponadto prosi także o wykonanie mapowania genetycznego dla siebie w kierunku nosicielstwa genów Alzheimera. |    |                                     |                                          |                 |                  |                      |                              |
| 192 | 20 | She's Killing Me                    | Ona mnie wykończy                        | Nicole Rubio    | Debora Cahn      | 4 kwietnia 2013      | 15 maja 2013                 |
| Meredith obawia się, że jest w posiadaniu genu Alzheimera. Trudne chwile pomagają jej przetrwać Derek i Cristina, której Mer chce oddać opiekę nad dziećmi w razie rozwinięcia się choroby. Do szpitala przyjeżdżają lekarze z Syrii, którzy chcą wyszkolić się z chirurgii przy pomocy personelu Grey-Sloan Memorial Hospital. Tymczasem Owen stara się pomóc chłopcu, który został sam w szpitalu po wybuchu cysterny. Stara się podnieść go na duchu, czekając na poprawę stanu zdrowia jego rodziców. Matthew chce przedstawić April swojej matce, jednak jest rozczarowany, gdy dowiaduje się, że April nie była z nim do końca szczera odnośnie do jej dziewictwa. April zawiedziona decyzją Matthew obdarowuje syryjskich lekarzy bez zgody drogim sprzętem medycznym ze szpitala. Stażysta Ross chce wrócić pod opiekę Dereka. Tymczasem Derek uświadamia mu, że nie jest najlepszy w neurochirurgii i powinien sobie znaleźć inną specjalizację. Czarne chmury zawisną nad Bailey, która jak się okaże jest odpowiedzialna za pooperacyjne komplikacje kilku jej pacjentów. |    |                                     |                                          |                 |                  |                      |                              |
| 193 | 21 | Sleeping Monster                    | Uśpiony potwór                           | Bobby Roth      | Browyn Garrity   | 25 kwietnia 2013     | 22 maja 2013                 |
| Po kilku przypadkach śmierci pacjentów dr. Bailey, dochodzenie CDC (Ośrodka Epidemiologicznego) skupia się na niej. Meredith prosi Cristinę, aby była obecna na sali porodowej podczas porodu jej dziecka. Cristina dogryza Alexowi odnośnie do jego uczuć względem Jo. Owen staje między młotem a kowadłem, gdy matka Ethana nagle umiera w wyniku komplikacji, a babcia mająca się zająć wnukiem jest pod wpływem silnego stresu związanego z ciężkim stanem jego ojca. Tymczasem rodzice jednego z pacjentów Dr Bailey chcą przenieść go do innego szpitala w związku ze śledztwem CDC. Dr Webber, próbując ich uspokoić mówi, że dochodzenie CDC jest prowadzone z powodu jednego lekarza, a nie przeciwko szpitalowi. Bailey podsłuchuje tę rozmowę i czuje, że również Webber stracił do niej zaufanie. April jest wściekła na Avery’ego, ponieważ jego rada spowodowała koniec jej związku z Matthew. Jednak Matthew pojawia się niespodziewanie na izbie przyjęć mając nadzieję, że April da mu drugą szansę. Na zakończenie odcinka Cristina i Alex w zaufaniu rozmawiają o swoich kłopotach z relacjami. Cristina czuje, że traci Owena, a Alex przyznaje, że kocha Jo. |    |                                     |                                          |                 |                  |                      |                              |
| 194 | 22 | Do You Believe in Magic             | Wierzycię w magię?                       | Kevin McKidd    | Dan Bucatinsky   | 2 maja 2013          | 22 maja 2013                 |
| Lekarze Grey-Sloan Memorial Hospital współpracują, aby przywrócić porządek w szpitalu po śledztwie CDC, które ostatecznie uniewinniło Dr Bailey. Dr Bailey wciąż ma żal do innych lekarzy, ponieważ myśli, że obarczali ją odpowiedzialnością za śmierć pacjentów. Oznacza u siebie nosicielstwo MRSA (metycylinooporny szczep gronkowca złocistego)ukrywając się w laboratorium. Nie rozmawia z nikim, do momentu, gdy w szpitalu pojawia się jej mąż Ben. Podczas rozmowy pomiędzy małżonkami wychodzi na jaw, że Dr Bailey obawia się wrócić na salę operacyjną, bo czuje się „brudna”. Meredith i Richard ratują życie kobiety, która została dosłownie przepiłowana na dwa kawałki, w wyniku błędu w czasie przeprowadzania magicznej sztuczki. April przeprasza Jacksona. Odnawiają swoją przyjaźń podczas operacji dziewczyny z bractwa, która na szalonej imprezie zażyła ciekły azot (suchy lód). Owen nadal ma oko na Ethana. Cristina stara się znaleźć rozwiązanie, które pozwoli wybudzić ojca Ethana ze śpiączki. Jednak Ethan nie radząc sobie z sytuacją staje się pacjentem izby przyjęć w wyniku przedawkowania leków. Callie nie podejrzewa, że nowa specjalistka twarzoczaszki – Dr Lauren Boswell (Hilarie Burton) flirtuje z Arizoną. Boswell i Arizona planują operację pozwalającą na umieszczenie mózgu dziecka wewnątrz jego czaszki. Karev próbuje unikać Jo, jednak ostatecznie pracuje razem z nią i Shepherd'em przy pacjencie neurochirurgicznym. Na zakończenie odcinka, Karev wychodząc na ganek znajduje na ławce Jo, która chce u niego przenocować, ponieważ jest wykorzystywana przez swojego chłopaka. |    |                                     |                                          |                 |                  |                      |                              |
| 195 | 23 | Readiness is All                    | Gotowość przede wszystkim                | Tony Phelan     | Bill Harper      | 9 maja 2013          | 29 maja 2013                 |
| Alex opiekuje się Jo, która jest w strasznym stanie i rozpacza po burzliwej kłótni z byłym chłopakiem, ginekologiem. Sytuacja diametralnie zmienia się, gdy wkrótce potem ten mężczyzna trafia na urazówkę, dotkliwie pobity. Pilnie potrzebuje operacji ratującej życie. Wyraźnie wstrząśnięty, Alex prosi Dereka, by go ocalił. Nadchodzi potężna burza śnieżna. Trwa mobilizacja wszystkich miejskich służb. Chirurdzy z Grey Sloan Memorial Hospital muszą przełożyć planowane zabiegi, by zwolnić sale operacyjne na przybycie poszkodowanych w katastrofie naturalnej. Tymczasem Owen coraz bardziej przywiązuje się do małego Ethana, którego ojciec wciąż nie wybudził się ze śpiączki. Poważnie zastanawia się nad jego adopcją. Natomiast April zostanie zaskoczona spektakularnymi oświadczynami. Żywioły natury szaleją! |    |                                     |                                          |                 |                  |                      |                              |
| 196 | 24 | Perfect Storm                       | Burza doskonała                          | Rob Corn        | Shonda Rhimes    | 16 maja 2013         | 29 maja 2013                 |
| Burza śnieżna szaleje nad Seattle. Chirurdzy z Grey Sloan Memorial Hospital dwoją się i troją, mimo to wszystko tego dnia na dyżurze idzie źle. Tylko Owen zdaje się nie zwracać uwagi na totalne zamieszanie na urazówce, bo tak jest przygnębiony tym, że Ethan odjechał wraz ze swoim ojcem. Ma świadomość, że to samolubne. Ukrył przed Cristiną, że jednak chce mieć dzieci i zamierzał adoptować tego chłopca, gdyby jego ojciec nie wybudził się ze śpiączki. Miranda znów będzie operować. Wraca do pracy, ale na sali operacyjnej wpada w panikę. Tymczasem Meredith pod wpływem stresu zaczyna przedwcześnie rodzić. Potrzebuje cesarskiego cięcia, a z powodu śnieżycy gaśnie światło. Na innej sali operacyjnej Cristina pilnie powinna zacząć operować serce, ale boi się robić to po ciemku. Autobus rozbija się przed wejściem do szpitala. Jest wielu rannych! Gdy w szpitalu pojawił się prąd, okazuje się, że życie George'a jest zagrożone, a stażystka Heather umiera. |    |                                     |                                          |                 |                  |                      |                              |